# 11467 Simonporter
11467 Simonporter eller 1981 EA36 är en asteroid i huvudbältet som upptäcktes den 3 mars 1981 av den amerikanska astronomen Schelte J. Bus vid Siding Spring-observatoriet. Den är uppkallad efter Simon B. Porter.